# Allonemobius tinnulus
Allonemobius tinnulus är en insektsart som först beskrevs av Fulton 1931.  Allonemobius tinnulus ingår i släktet Allonemobius och familjen syrsor. Inga underarter finns listade i Catalogue of Life.